# 拉内斯佩德
拉内斯佩德（法語：Lanespède，法語發音：[lanɛspɛd]）是法国上比利牛斯省的一个市镇，属于塔布区。

## 地理
拉内斯佩德（43°10'1"N, 0°16'1"E）面积4.47 平方千米，位于法国奧克西塔尼大區上比利牛斯省，该省份为法国西南部内陆省份，北至热尔省，西接大西洋比利牛斯省，南与西班牙接壤，东临上加龙省。
与拉内斯佩德接壤的市镇（或旧市镇、城区）包括：奥宗、贝戈勒、卡斯泰拉拉尼斯、佩雷、里科。

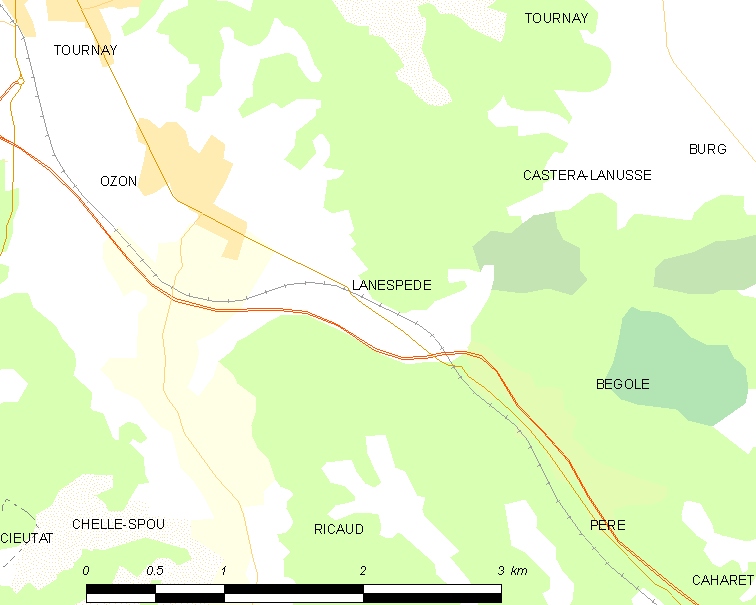
拉内斯佩德的OSM定位图

拉内斯佩德的时区为UTC+01:00、UTC+02:00（夏令时）。

## 行政
拉内斯佩德的邮政编码为65190，INSEE市镇编码为65256。

## 政治
拉内斯佩德所属的省级选区为阿罗斯河与巴伊斯河谷县。

## 人口

1962-2008年间拉内斯佩德人口变化图示

拉内斯佩德于2022年1月1日时的人口数量为144人。